# Agnès Bartoll
Agnès Bartoll, de son nom complet Agnès Barrat-Bartoll, est une scénariste  de bande dessinée et documentariste française, épouse du scénariste Jean-Claude Bartoll.

## Biographie
Agnès Bartoll est une ancienne grand reporter, tout comme son conjoint Jean-Claude Bartoll. Ils exercent à l'international pour des agences de presse et s'intéressent surtout à la géopolitique. Ils réalisent des reportages d'investigation pour des chaînes de télévision en France et à l'étranger avant de fonder leur entreprise en 1993 : Master'S Copyright. Ils participent au film d'animation : Tom et Sheena. À partir des années 2000, le couple porte ses activités sur l'écriture de scénarios pour les bandes dessinées. Avec son conjoint, Agnès Bartoll produit les albums de la série Insiders, dessinés par Renaud Garreta. Le couple quitte Paris pour s'installer dans le Bassin d'Arcachon en 2005.
En 2006 sort la série L'Agence très vite suivie de la série Mortelle Riviera,,,.
Puis en 2007, toujours Jean-Claude Bartoll, elle publie Diamants,,, une saga au coeur de la lutte pour le contrôle mondial du diamant.
Enfin, en 2009, elle s'inspire d'une histoire basée sur des évènements douloureux qu’a vécu sa famille pour écrire Le dernier des Schoenfeld,,.

## Œuvre

### Bandes dessinées
- L'Agence, scénario de Jean-Claude et Agnès Bartoll, dessins de Thomas Legrain, Casterman, collection Ligne rouge

1. Dossier Léda, 2006  (ISBN 2-203-39242-8)
2. Dossier Pazuzu, 2007  (ISBN 978-2-203-39250-2)
3. Dossier Machu Picchu, 2008  (ISBN 978-2-203-00783-3)
4. Dossier Vierge Noire, 2009  (ISBN 978-2-203-01670-5)
5. Le Tombeau de Paul, 2011  (ISBN 2-203-02255-8)

- Mortelle Riviera, scénario de Jean-Claude et Agnès Bartoll, dessins de Thomas Legrain, Glénat, collection Bulle Noire

1. La Candidate, 2006  (ISBN 2-7234-5244-1)
2. L’Élue, 2007  (ISBN 978-2-7234-5568-8)
3. La défunte, 2008  (ISBN 978-2-7234-6201-3)

- Diamants, scénario de Jean-Claude et Agnès Bartoll, dessins de Bernard Köllé, Glénat, collection Investigations

1. Charles Van Berg, 2007  (ISBN 978-2-7234-5728-6)
2. Les Larmes du goulag, 2008  (ISBN 978-2-7234-6004-0)
3. L'Étoile du Katanga, 2010  (ISBN 978-2-7234-6870-1)

- Le dernier des Schoenfeld, scénario de Jean-Claude et Agnès Bartoll, dessins de Cédric Hervan, Glénat, collection Grafica

1. La Confession d'Agathe, 2009  (ISBN 978-2-7234-6134-4)
2. L'Amour de Fanny, 2012  (ISBN 978-2-7234-6943-2)

### Roman
- L’Ankou de Belle-Ile-en-Mer, 2014

### Cinéma et télévision
- Bob Denard, portait tronqué d'un mercenaire. Documentaire, 1994, Planète[14].